# Pakhet Tholus
Il Pakhet Tholus è una struttura geologica della superficie di Venere.